# The Hellacopters
The Hellacopters es una banda de garage rock y hard rock sueca, formada en 1994 por Nicke Andersson (voces y guitarra), Andreas Tyrone "Dregen" Svensson (guitarra), Kenny Håkansson (bajo) y Robert Eriksson (batería). Se disolvieron en 2008, para reunirse ocho años más tarde en 2016.

## Biografía

### Formación y comienzos
The Hellacopters, formados en sus inicios por Nick Royale, por aquel entonces batería de Entombed, y tres de sus antiguos roadies, Kenny Håkansson, Robert Eriksson y Dregen, actual guitarrista de Backyard Babies, se juntaron para grabar un sencillo de tres cortes, Killing Alan, con Psychout, el sello de Royale. El disco puede llegar a alcanzar actualmente los 150 dólares. Más tarde firmaron un contrato con el sello White Jazz y con el lanzaron su álbum debut, Supershitty To The Max (1996), álbum que les valió un premio Grammy sueco al mejor álbum de hard rock,  y que se grabó en tan solo 26 horas en los estudios Sunlight de Estocolmo.
Promocionaron el disco con giras por toda Europa y en 1997 se sumó al grupo Boba Fett, pianista, con quien grabaron su segundo disco de estudio, Payin' the Dues. Este disco les puso a la cabeza de las bandas que dieron origen a la ola de rock escandinava de la década de los 90, junto a grupos como Backyard Babies, Gluecifer, Turbonegro o The Flaming Sideburns. La siguiente gira incluía una serie de conciertos por Escandinavia junto a Kiss, grupo muy influyente para el joven Nick Royale.
Al año siguiente el guitarrista Dregen, que ya no podía combinar su tiempo entre The Hellacopters y Backyard Babies, abandonó la banda, mientras los cuatro miembros restantes se dirigían a algún lugar de Suecia para dedicar toda su atención al tercer álbum de estudio, un disco que finalmente aparecería bajo el título Grande Rock. Entretanto, la banda decidió llevar su rock'n'roll a Estados Unidos, Australia y Japón, coincidiendo en Estados Unidos con el lanzamiento en América de Supershitty To The Max! con el sello Man's Ruin. Para la gira, la banda contó como guitarristas temporales, primero con Danne Andersson y más tarde con Mattias Hellberg.
Fue a comienzos del 99 cuando Robert Dahlqvist entró en el grupo sustituyendo a Dregen de forma permanente durante una gira mundial que fue apoyada por el lanzamiento en junio de Grande Rock, con White Jazz en Europa, además del lanzamiento en otoño de Grande Rock y Payin' The Dues con Sub Pop, en Estados Unidos.
En marzo siguieron los llenos en varios conciertos, tras lo cual los cada vez más famosos cinco entraron en los estudios Polar de Estocolmo para empezar las sesiones del álbum High Visibility, su primer lanzamiento con una gran discográfica tras firmar con Universal, y un disco en el que su estilo y sonido característicos llegan a un grado de desarrollo mayor que nunca. 
Tres años más tarde, en 2002, los Hellacopters sacaron a la luz otro disco muy apreciado por la crítica y público, en el que su evolución continuaba en el campo de un rock más clásico, con atención tanto a las melodías como a los arreglos y bases rítmicas; el álbum se tituló By the Grace of God.
En 2005 sacaron el disco Rock and Roll is Dead.

### Separación
El 13 de octubre de 2007 dieron a conocer su intención de separarse, no sin antes publicar un último disco y realizar una gira por Europa, mediante una nota en su página oficial. Así, a mediados de abril de 2008 sacaron su último disco, Head Off, y realizaron una gira de despedida en septiembre y octubre, con varios conciertos en España. Los últimos cuatro conciertos se celebraron el 25 y 26 de octubre de 2008 en la sala Debaser Medis de Estocolmo, y fueron retransmitidos en directo en alta definición en su página de Myspace.
Tras un parón de ocho años, The Hellacopters se reformaron en 2016 con la formación original de Nicke Andersson (voz y guitarra), Dregen, (guitarra), Kenny Håkansson (bajo), Boba Fett (órgano) y Robban Eriksson (batería), para un único show que celebraba los 20 años de su debut. Lo que se suponía iba a ser un simple show, pronto se convirtió en algo más. En verano de 2017, Sami Yaffa de Hanoi Rocks entró como bajista y actuaron en algunos de los festivales claves de Europa y Escandinavia. 
The Hellacopters están de vuelta en 2018 en el Download Festival de Madrid, ya que el grupo se ha reunido para una gira en Europa y América del Norte.

## Influencias
Una influencia fundamental para el grupo es el proto-punk de MC5 o The Stooges,KISS, además del rock clásico de Rolling Stones o The Faces; otras bandas que suponen una referencia en su música son Lynyrd Skynyrd, AC/DC o incluso Guns n' Roses, los "clásicos" del hard rock.
Se puede apreciar una clara evolución en la música de la banda; sus primeros discos se movían hacia un estilo de rock mucho más sucio y ruidoso, próximo al Punk rock; en sucesivas entregas fueron avanzando paulatinamente hacia un estilo más clásico, donde se hacía más palpable la influencia de bandas como Rolling Stones o Faces, con aproximaciones al Boogie rock en algunos momentos; esa influencia se hace patente tanto en las guitarras rítmicas o en los arreglos de piano, como en la estética de la banda, en la que tiene cabida un toque "retro" que se aprecia en su "merchandising" o en las portadas de sus álbumes, sin olvidar la influencia del Hard rock al estilo de AC/DC o Guns n' Roses que imprime el grupo a sus temas; todo ello contribuye a definir el estilo de la formación. Incluso se atreven a versionar el Big Guns del maestro del blues-rock irlandés Rory Gallagher.

## Miembros
| - Nick Royale (Anders Niklas Andersson) - Voz, guitarra (1994-2008) - Strings (Jens Robert Dahlqvist) - Guitarra (1999-2008) *fallecido en febrero de 2017 - Kenny (Kenny Håkansson) - Bajo (1994-2008) - Robban (Matz Robert Eriksson) - Batería, voz (1994-2008) - Boba Fett (Anders Lindström) - Piano (1996 -2008) | - Dregen (Andreas Tyrone Svensson)- Guitarra, coros (1994-1997) - Chuck Pounder (Danne Andersson) - Guitarra (1997) - Mattias Hellberg - Guitarra (1997-1998) |

## Discografía
| - Supershitty to the Max! (1996) - Payin' the Dues (1997) - Grande Rock (1999) - High Visibility (2000) - By the Grace of God (2002) - Rock & Roll Is Dead (2005) - Head Off (2008) - Eyes of Oblivion (2022) | - Cream Of The Crap vol. 1 (2002) - Hellacopters 12" (2002) - Cream Of The Crap vol. 2 (2004) - Air Raid Serenades (Sus "best of") (2006) - Goodnight Cleveland (2003) |